# Vilantice
Vilantice (deutsch Fillenz, früher auch Wilantitz) ist eine Gemeinde in Tschechien. Sie liegt zehn Kilometer westlich von Jaroměř und gehört zum Okres Trutnov.

## Geographie
Die Gemeinde befindet sich im südlichen Zipfel des Okres Trutnov nahe den Grenzen mit dem Okres Hradec Králové und Okres Náchod. Vilantice erstreckt sich entlang des Baches Vilantický potok in den östlichen Ausläufern des Horschitzer Sandsteinrückens auf der Velichovská tabule (Welchower Tafel). Nordwestlich erhebt sich die Morava (365 m) und im Osten der Zámecký vrch mit dem Burgstall Kozamberk.
Nachbarorte sind Dubenec im Norden, Kalnovec und Nouzov im Osten, Velichovky und Hustířany im Südosten, Lhota, Chotěborky und Jeřičky im Süden, Malý Vřešťov und Velký Vřešťov im Südwesten, U Doleního Mlýna und Sedlec im Westen sowie U Hořeního Mlýna, Miřejov, Záborov, Lanžov und Nebesa im Nordwesten.

## Geschichte
Die erste schriftliche Erwähnung von Vilantice erfolgte im Jahre 1490 unter den Besitzungen der Kordul von Slaupno auf Wrzesstiow (Vřešťov). Nach dem Dreißigjährigen Krieg erwarb Bernharb Lux von Luxenstein die Burg Wrzesstiow. Er verkaufte die Herrschaft schließlich an Johann von Sporck, der sie mit Hořeniowes vereinigte. Im Jahre 1790 kaufte Kaiser Joseph II. die Herrschaft, weil er Teile der Ländereien für den Bau der Festung Ples benötigte. Er vereinigte diese sodann mit Smiřice zu einer Herrschaft. Im Jahre 1834 bestand Vilantice / Wilantitz aus 98 Häusern, darunter einer Schänke. Im Volksmund wurde der Ort als Fillenz bezeichnet. Unter den 638 Einwohnern waren drei Protestanten. Katholischer Pfarrort war Chotěborky. Bis zur Mitte des 19. Jahrhunderts war das Dorf zur k.k. Kameralherrschaft Smiritz-Hořeniowes untertänig.
Ab 1850 bildete Vilantice mit dem Ortsteil Chotěborky eine Gemeinde in der Bezirkshauptmannschaft Königinhof. Während der deutschen Besetzung erhielt die Gemeinde den amtlichen Ortsnamen Fillenz. Im Jahre 1949 wurde Vilantice dem Okres Jaroměř zugeordnet. Nach dessen Aufhebung wurde der Ort 1961 Teil des Okres Náchod und am 1. Juli 1972 in den Okres Trutnov umgegliedert. Der Ortsteil Chotěborky wurde am 1. Januar 2005 zum Denkmalschutzgebiet erklärt. Seit Beginn des Jahres 2012 läuft das Auswahlverfahren zwischen zwei Entwürfen für ein Gemeindewappen und -banner.

## Gemeindegliederung
Die Gemeinde Vilantice besteht aus den Ortsteilen Chotěborky (Klein Chotiebor, auch Chotieborek) und Vilantice (Fillenz).

## Sehenswürdigkeiten

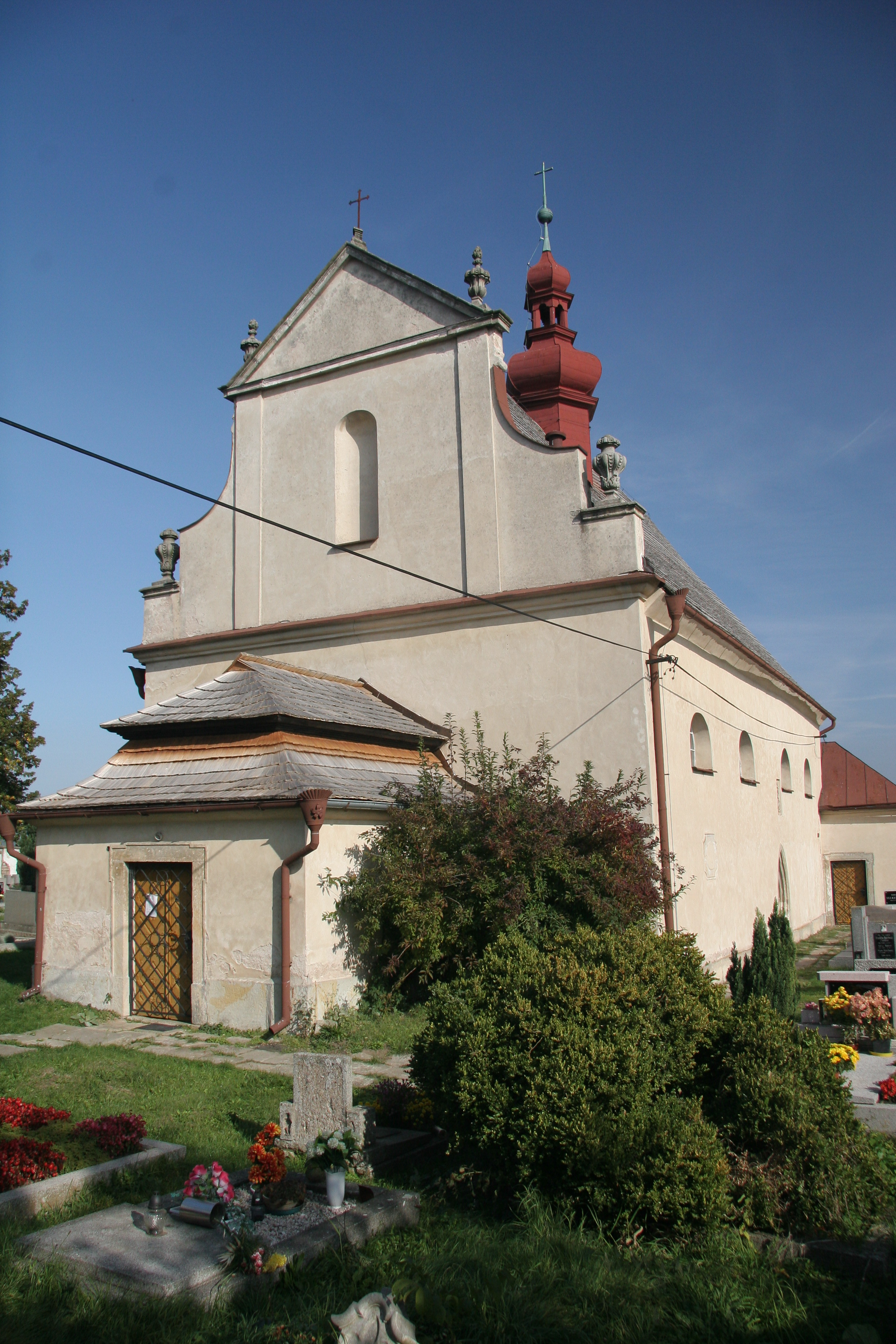
Kirche Mariä Himmelfahrt in Chotěborky

- Statue des hl. Wenzel, am Teich in Vilantice
- Denkmal der Opfer des Ersten Weltkrieges in Vilantice, es wurde 2006 saniert
- Burgstall Kozamberk
- Hölzerner gotischer Glockenturm in Chotěborky, errichtet im 16. Jahrhundert
- Geburtshaus von Franz Xaver Duschek in Chotěborky
- Säule des hl. Johannes von Nepomuk in Chotěborky, geschaffen 1730
- Barockes Friedhofsportal in Chotěborky mit Werken der Bildhauer Franz und Georg Pacák
- Kirche Mariä Himmelfahrt in Chotěborky

## Söhne und Töchter der Gemeinde
- Franz Xaver Duschek (1731–1799), Komponist und Cembalist, geboren in Chotěborky
- Josef Flégl (1881–1962), Komponist
- Jindřiška Kopecká (1882–1905), Schriftstellerin (Pseudonym Nikésonte) und erste Ehefrau von Rudolf Těsnohlídek, sie verstarb auf der Hochzeitsreise in Norwegen an TBC
- Břetislav Štorm (1916–1974), Übersetzer